# Hispania Carthaginensis

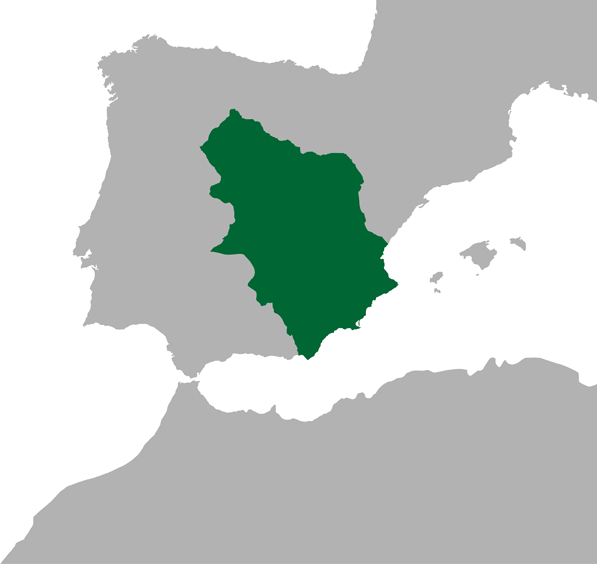
Provincie Carthaginensis

Hispania Carthaginensis was een Romeinse provincie. Het was een afsplitsing van de provincie Hispania Tarraconensis en grensde aan Hispania Baetica en Hispania Lusitania. De provincie ontstond door een nieuwe verdeling van Hispania door keizer Diocletianus in 298.
De hoofdstad van de nieuwe provincie was gevestigd in Carthago Nova, nu Cartagena.
De provincie omvatte het zuidelijke deel van de Middellandse Zeekust van Spanje, met uitzondering van het deel dat tot Hispania Baetica behoorde.
Achaea · Alexandria et Aegyptus · Africa · Alpes Cottiae · Alpes Maritimae · Alpes Poeninae · Arabia Petraea · Armenia Inferior · Asia · Britannia · Cappadocia · Cilicia · Corsica · Creta · Cyprus · Cyrenaica · Dacia · Dalmatia · Epirus · Galatia · Gallia (Aquitania · Belgica · Lugdunensis · Narbonensis) · Germania (Inferior · Superior) · Hispania (Baetica · Lusitania · Tarraconensis) · Italia · Iudaea · Lycaeonia · Lycia · Macedonia · Mauretania (Caesariensis · Tingitana) · Moesië (Inferior · Superior) · Noricum · Numidia · Pannonia (Inferior · Superior) · Pamphylia · Pisidia · Pontus et Bithynia · Raetia · Sardinia · Sicilia · Syria · Thracia

Tijdelijke bezettingen: Germania (7-9 n.Chr.) · Armenia (114-117 n.Chr.) · Assyria (116-117 n.Chr.) · Mesopotamia (115-117 n.Chr.)